# Mountain City Fury
I Mountain City Fury sono una squadra di football americano di Chongqing, in Cina.

## Dettaglio stagioni

### Tornei nazionali

#### Campionato

##### AFLC/CNFL
| Stagione | regular season | regular season | regular season | regular season | regular season | regular season | playoff | playoff | playoff | playoff | playoff | playoff          | playoff            |
|          | Vin            | Par            | Per            | Tot            | PF             | PS             | Vin     | Per     | Tot     | PF      | PS      | risultato        | avversaria         |
| -------- | -------------- | -------------- | -------------- | -------------- | -------------- | -------------- | ------- | ------- | ------- | ------- | ------- | ---------------- | ------------------ |
| 2017     | 3              | 0              | 2              | 5              | 86             | 114            | 0       | 1       | 1       | 0       | 36      | Quarti di finale | Shanghai Titans    |
| 2018     | 2              | 0              | 2              | 4              | 59             | 62             | 1       | 1       | 2       | 38      | 47      | Quarti di finale | Beijing Barbarians |
| 2019     | 0              | 0              | 4              | 4              | 24             | 140            | -       | -       | -       | -       | -       | -                | -                  |
| Totale   | 5              | 0              | 8              | 13             | 169            | 316            | 1       | 2       | 3       | 38      | 83      |                  |                    |

Fonti: Enciclopedia del Football - A cura di Roberto Mezzetti

##### Torneo di Primavera
| Stagione | regular season | regular season | regular season | regular season | regular season | regular season | playoff | playoff | playoff | playoff | playoff | playoff          | playoff          |
|          | Vin            | Par            | Per            | Tot            | PF             | PS             | Vin     | Per     | Tot     | PF      | PS      | risultato        | avversaria       |
| -------- | -------------- | -------------- | -------------- | -------------- | -------------- | -------------- | ------- | ------- | ------- | ------- | ------- | ---------------- | ---------------- |
| 2021     | -              | -              | -              | -              | -              | -              | 0       | 1       | 1       | 0       | 59      | Quarti di finale | Chengdu Pandaman |
| Totale   | -              | -              | -              | -              | -              | -              | 0       | 1       | 1       | 0       | 59      |                  |                  |

Fonti: Enciclopedia del Football - A cura di Roberto Mezzetti

### Riepilogo fasi finali disputate
| Anno             | Luogo | Evento              | Fase del torneo  | Incontro                                | Risultato |
| 25 novembre 2017 |       | AFLC                | Quarti di finale | Shanghai Titans - Mountain City Fury    | 36 - 0    |
| 1º dicembre 2018 |       | AFLC                | Quarti di finale | Beijing Barbarians - Mountain City Fury | 39 - 0    |
| 17 aprile 2021   |       | Torneo di Primavera | Quarti di finale | Mountain City Fury - Chengdu Pandaman   | 0 - 59    |